# Preuve sociale

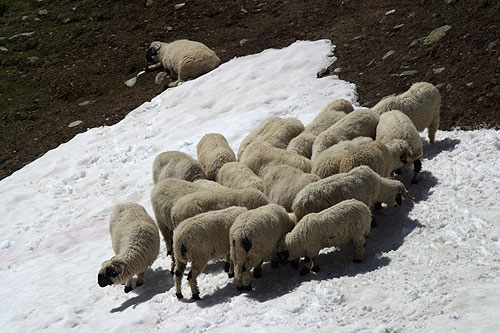
La preuve sociale ou l'effet troupeau de moutons.

La preuve sociale est un principe de psychologie sociale. Selon ce principe, un individu ne sachant quoi faire ou penser, aura tendance à adopter le comportement ou le point de vue d'autres personnes.
Selon Robert Cialdini [réf. nécessaire]:

« Habituellement, quand un grand nombre de gens fait quelque chose, nous comprenons que c'est la meilleure chose à faire. Cette vérification par les faits est à la fois la force et la faiblesse du principe de la preuve sociale. […] La preuve sociale représente un raccourci commode, mais elle rend en même temps celui qui l'emprunte vulnérable aux assauts des profiteurs embusqués sur le chemin. »

— Robert Cialdini, Influence et Manipulation
Par exemple, on considère souvent qu'un restaurant achalandé est un bon restaurant. Inversement, un restaurant désert est considéré comme désagréable.
La preuve sociale est aussi exploitée par les influenceurs et les professionnels du marketing dans les réseaux sociaux.